# Czasowniki rozdzielnie złożone
Czasowniki rozdzielnie złożone (niderl. scheidbare werkwoorden, niem. Trennbare Verben) – rodzaj czasowników złożonych w języku niderlandzkim, niemieckim i węgierskim. Składają się z czasownika podstawowego oraz z przedrostka, na który pada akcent. Przykładem takiego czasownika jest niemieckie einkaufen (akcent pada na przedrostek „ein”, a nie na czasownik kaufen).

## Język niderlandzki

### Niektóre przedrostki tworzące czasowniki rozdzielnie złożone
| Przedrostek akcentowany | Przykład czasownika podstawowego                  | Czasownik rozdzielnie złożony                           |
| ----------------------- | ------------------------------------------------- | ------------------------------------------------------- |
| af-                     | geven (dawać)                                     | afgeven (emitować, dostarczać)                          |
| aan-                    | komen (przyjść)                                   | aankomen (przybyć)                                      |
| door-                   | gaan (iść)                                        | doorgaan (kontynuować)                                  |
| in-                     | spreken (mówić)                                   | inspreken (nagrywać, zachęcać)                          |
| mee-                    | brengen (przynosić)                               | meebrengen (przynieść ze sobą)                          |
| na-                     | laten (zostawiać, pozwalać na coś, powodować coś) | nalaten (zostawiać coś za sobą, pozostawiać, opuszczać) |
| op-                     | eten (jeść)                                       | opeten (pożerać)                                        |
| over-                   | tuigen (zaprzęgać)                                | overtuigen (przekonywać)                                |
| tegen-                  | houden (trzymać)                                  | tegenhouden (powstrzymywać, utrudniać, aresztować)      |
| terug-                  | passen (podawać (np. piłkę))                      | terugpassen (podawać z powrotem)                        |
| toe-                    | treden (stąpać, kroczyć)                          | toetreden (dołączać, przystępować)                      |
| uit-                    | fluiten (gwizdać)                                 | uitfluiten (wygwizdywać, syczeć jak wąż)                |
| voor-                   | zien (widzieć)                                    | voorzien (przewidywać)                                  |

## Język niemiecki

### Niektóre przedrostki tworzące czasowniki rozdzielnie złożone[1]
| Przedrostek akcentowany | Przykład czasownika podstawowego | Czasownik rozdzielnie złożony |
| ----------------------- | -------------------------------- | ----------------------------- |
| ab-                     | holen (przynieść)                | abholen (odebrać)             |
| an-                     | kommen (przyjść)                 | ankommen (przybyć)            |
| auf-                    | stehen (stać)                    | aufstehen (wstawać)           |
| aus-                    | packen (pakować)                 | auspacken (rozpakować)        |
| bei-                    | bringen (przyprowadzać)          | beibringen (wpajać)           |
| ein-                    | laden (ładować)                  | einladen (zapraszać)          |
| fern-                   | sehen (widzieć)                  | fernsehen (oglądać telewizję) |
| fest-                   | machen (robić)                   | festmachen (przymocować)      |
| fort-                   | setzen (sadzać)                  | fortsetzen (kontynuować)      |
| her-                    | stellen (postawić)               | herstellen (produkować)       |
| hin-                    | fallen (upaść)                   | hinfallen (upaść)             |
| los-                    | fahren (jechać)                  | losfahren (wyruszyć w drogę)  |
| mit-                    | teilen (dzielić)                 | mitteilen (zawiadomić)        |
| nach-                   | prüfen (posprawdzać)             | nachprüfen (sprawdzić)        |
| vor-                    | lesen (czytać)                   | vorlesen (przeczytać na głos) |
| weg-                    | werfen (rzucić)                  | wegwerfen (wyrzucić)          |
| weiter-                 | fahren (jechać)                  | weiterfahren (pojechać dalej) |
| zu-                     | machen (robić)                   | zumachen (zamknąć)            |
| zurück-                 | kommen (przybyć)                 | zurückkommen (wrócić)         |
| zusammen-               | passen (uchodzić)                | zusammenpassen (dopasowywać)  |

Istnieją również rzadko używane przedrostki tworzące czasowniki rozdzielnie złożone. Są to:
- „da-” (np. dableiben – zostać w określonym miejscu)
- „empor-” (np. emporsteigen – wnieść)
- „nieder-” [np. niederlegen – złożyć (np. wieniec pod pomnikiem)]
- „statt-” (np. stattfinden – odbyć się)
- „teil-” (np. teilnehmen – brać udział).

Rozdzielnie złożone są też niektóre czasowniki z przedrostkami unter-, über-, durch- i um-, przy czym istnieją czasowniki złożone z tymi przedrostkami, mogące mieć różne znaczenia w zależności od tego, czy są złożone rozdzielnie czy nierozdzielnie. Najczęściej zależy to od znaczenia wyrazu: znaczenia konkretne mają zazwyczaj tendencję do rozdzielania, znaczenia abstrakcyjne – do formy łącznej. Forma rozdzielna często związana jest z ruchem bądź zmianą stanu.
Na przykład:
- umstellen (nierozdzielny) = „obstawić, otoczyć”, ale: umstellen (rozdzielny) = „przestawić, postawić inaczej”

- unterhalten (nierozdzielny) = „utrzymywać (kogoś), mieć na utrzymaniu”, także: „zabawiać”, ale: unterhalten (rozdzielny) = „podtrzymywać”, „podstawiać”

- übergehen (nierozdzielny) = „pominąć”, ale: übergehen (rozdzielny) = „przejść (przez coś), przekroczyć (coś)”.

- durchkreuzen (nierozdzielny) = „przebyć, przeciąć”, ale: durchkreuzen (rozdzielny) = „przekreślić (na krzyż)”.

### Czasownik rozdzielnie złożony w zdaniu[1]
| Czas                                        | Zdanie w danym czasie                                           |
| ------------------------------------------- | --------------------------------------------------------------- |
| Czas teraźniejszy (Präsens)                 | Die Farben passen nicht zusammen.                               |
| Czas przeszły złożony (Perfekt)             | Er ist in der letzten Minute in den Bus nach Wien eingestiegen. |
| Czas przeszły prosty (Imperfekt/Präteritum) | Ich wachte um sechs Uhr auf.                                    |
| Czas zaprzeszły (Plusquamperfekt)           | Ich hatte die Tür zugemacht.                                    |
| Czas przyszły prosty (Futur I)              | Du wirst mitteilen.                                             |
| Czas przyszły złożony (Futur II)            | Bis morgen wird er sicher zurückgekommen sein.                  |

Wyżej wymieniona tabela ukazuje kilka ważnych zasad dotyczących czasowników rozdzielnie złożonych:
- czasownik podstawowy jest jedyną odmienną częścią (we wszystkich czasach)
- formę Partizip II (stosowaną np. do tworzenia czasu Perfekt) tworzy się według zasady, pamiętając o umieszczeniu przedrostka „ge-” za przedrostkiem tworzącym czasownik rozdzielnie złożony (np. Präsens – teilnehmen, Perfekt – teilgenommen).
- w formie bezokolicznikowej przedrostek piszemy łącznie z czasownikiem (np. ausgehen)
- w formie Präsens i Imperfekt/Präteritum przedrostek trafia na koniec zdania (np. Maria geht in fünf Minuten aus.).
- w zdaniach o szyku końcowym czasownik podstawowy jest połączony z przedrostkiem (Sie weiß, dass er jeden Tag um 7 Uhr aufsteht.).